# 시노하라 아사지

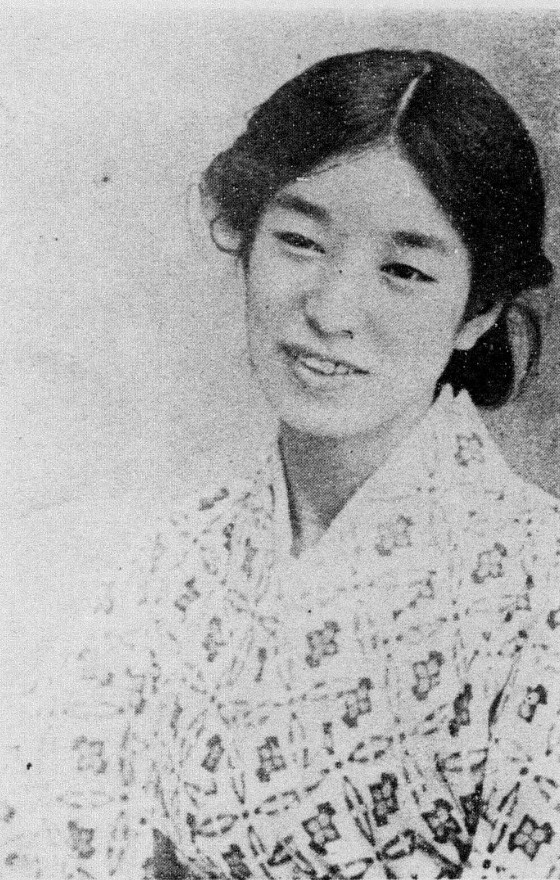
시노하라 아사코

시노하라 아사지 (篠原 淺茅 (しのはら あさぢ), 본명 : 아사노 시즈코 (淺野靜子), 1898년 (메이지 31년) 10월 30일 ~ 몰년불명)은 전 다카라즈카 소녀 가극단 주연 여역급 인물이다. 오사카부 오사카시 출신이고 특기는 소프라노이다. 동생은 다카라즈카 가극단 10기생 하라 미키코이다.
1919년 즈음에는 쿠모이 나미코, 타카미네 타에코, 타카사고 마츠코와 함께 <다카라즈카 사천왕>으로 인기몰이를 하였다.
예명은 오구라 백인일수 제 39번 : 참의등의 「淺茅生の 小野の篠原 忍ぶれど 餘りて何どか 人の戀しき（あさぢふの をのゝ しのはら しのぶれど あまりてなどか ひとのこひしき）」에서 명명되었다.

## 약력
- 1913년 (다이쇼 2년) 11월, 다카라즈카 가극단 2기생으로 다카라즈카 소녀가극단 (현재 다카라즈카 가극단)에 입단. 동기생으로 타키가와 스에코, 히토미 야에코, 요시노 유키코가 있다.
- 1921년 (다이쇼 10년), 다카라즈카 소녀 가극단을 퇴단.

## 다카라즈카 소녀 가극단 당시 주요 출연 공연
| 년도 | 월일                  | 제목                                          | 공연장                             |
| ---- | --------------------- | --------------------------------------------- | ---------------------------------- |
| 1915 | 3월 31일 ~ 5월 23일   | 「평화의 여신」                               | 다카라즈카 가극장 (파라다이스극장) |
| 1915 | 7월 31일 ~ 8월 31일   | 「혀가 잘린 참새」 「오타우에」               | 다카라즈카 가극장 (파라다이스극장) |
| 1916 | 3월 19일 ~ 5월 31일   | 「안개의 옷」 「타케토리모노가타리」          | 다카라즈카 가극장 (파라다이스극장) |
| 1916 | 7월 20일 ~ 8월 31일   | 「유우히가오카」                              | 다카라즈카 가극장 (파라다이스극장) |
| 1916 | 10월 20일 ~ 11월 30일 | 「中將姫」                                    | 다카라즈카 가극장 (파라다이스극장) |
| 1917 | 1월 1일 ~ 1월 10일    | 「웃음의 나라」 「우타카루타」                | 다카라즈카 가극장 (파라다이스극장) |
| 1917 | 3월 20일 ~ 5월 20일   | 「꽃전쟁」                                    | 다카라즈카 가극장 (파라다이스극장) |
| 1917 | 7월 20일 ~ 8월 31일   | 「분홍색 앵무」 「리잘박사」                  | 다카라즈카 가극장 (파라다이스극장) |
| 1917 | 10월 20일 ~ 11월 30일 | 「하계」 「고잠의 시민」 「야시마모노가타리」 | 다카라즈카 가극장 (파라다이스극장) |
| 1918 | 3월 20일 ~ 5월 20일   | 「신세계」 「시즈고젠」                       | 다카라즈카 가극장 (파라다이스극장) |
| 1918 | 7월 20일 ~ 8월 31일   | 「조물주」 「클레오파트라」                   | 다카라즈카 가극장 (파라다이스극장) |
| 1918 | 10월 20일 ~ 11월 30일 | 「말의 왕」 「푸른 잎의 피리」 「잠제」       | 다카라즈카 가극장 (파라다이스극장) |
| 1919 | 1월 1일 ~ 1월 20일    | 「안마천구」 「아녀자」                       | 다카라즈카 가극장 (파라다이스극장) |
| 1919 | 3월 20일 ~ 5월 20일   | 「천수전」 「가정교사」                       | 다카라즈카 신가극장 (공회당극장)   |
| 1919 | 7월 20일 ~ 8월 31일   | 「겐지모노가타리」 「세계만유」               | 다카라즈카 신가극장 (공회당극장)   |
| 1919 | 10월 20일 ~ 11월 30일 | 「등롱섬」 「잔 다르크」 「여의사」           | 다카라즈카 신가극장 (공회당극장)   |
| 1920 | 1월 1일 ~ 1월 20일    | 「여고천인」                                  | 다카라즈카 신가극장 (공회당극장)   |
| 1920 | 3월 20일 ~ 5월 20일   | 「추억」 「독의 화원」 「술의 행겸」          | 다카라즈카 신가극장 (공회당극장)   |
| 1920 | 7월 20일 ~ 8월 31일   | 「팔견전」 「정직자」                         | 다카라즈카 신가극장 (공회당극장)   |
| 1920 | 10월 20일 ~ 11월 30일 | 「여름 삿갓광대」 「오노노코마치」 「월광곡」 | 다카라즈카 신가극장 (공회당극장)   |
| 1921 | 1월 1일 ~ 1월 20일    | 「이와토비라키」 「아라비안 나이트」          | 다카라즈카 신가극장 (공회당극장)   |
| 1921 | 3워 20일 ~ 5월 20일   | 「왕녀 니나」 「치쿠마 신사」 (제1부)         | 다카라즈카 신가극장 (공회당극장)   |
| 1921 | 7월 20일 ~ 8월 31일   | 「희랍신화 판돌라」 「전악남」 (제1부)        | 다카라즈카 신가극장 (공회당극장)   |